# Mostostal Słupca
Mostostal Słupca Spółka z ograniczoną odpowiedzialnością S.K.A. – polskie przedsiębiorstwo z siedzibą w Słupcy produkujące konstrukcje stalowe na potrzeby budownictwa. 

## Historia
Firma powstała 1 lutego 1970 roku jako Wytwórnia Konstrukcji Stalowych Mostostal Słupca, a produkcję podjęła w lipcu 1972. W 1992 roku została sprywatyzowana i przekształcona w spółkę akcyjną. W latach 2010–2012 działała jako spółka komandytowa-akcyjna, a od 1 stycznia 2014 roku spółka jawna. Z dniem 23 marca 2016 roku stała się spółką jawną z ograniczoną odpowiedzialnością i nosi nazwę  Mostostal Wechta. Wytwarza konstrukcje stalowe na rynek krajowy oraz rynki zagraniczne (przede wszystkim do Niemiec i Austrii). Właścicielem Mostostalu Słupca jest holding Wechta S.A..
Firma posiada certyfikat jakości ISO 9001.
Pod koniec 2023 spółka Mostostal Wechta w ramach restrukturyzacji została w całości zakupiona przez austriacką firmę Künz.